# Diecezja Colatiny
Diecezja Colatiny (łac. Dioecesis Colatinensis) – diecezja Kościoła rzymskokatolickiego w Brazylii. Należy do metropolii Vitória i wchodzi w skład regionu kościelnego Leste II. Została erygowana przez papieża Jana Pawła II bullą Ex propinquo cotidianoque w dniu 23 kwietnia 1990.